# Killingholmen
Killingholmen is een Zweeds eiland in de Råneälven. Het eiland ligt in een verbreding van de rivier even ten noorden van Södra Prästholm. Het onbewoonde eiland heeft geen oeververbinding.
Storholmen · Storselaholmen · Storholmen · Sladaholmen · Hedholmen · Notholmen · Svedjeholmen · Tomasholmen · Niemiholm · Lillholmen · Färholmen · Sundbergholmen · Killingholmen · Holmen · Prästholmen · Börstholmen · Längholmen · Degerholmen · Kullen · Kaninholmen · Andholmen